# Tyler Hamilton
Tyler Hamilton (Marblehead, 1º marzo 1971) è un ex ciclista su strada statunitense.
Professionista dal 1995, fu secondo al Giro d'Italia 2002 e si aggiudicò la Liegi-Bastogne-Liegi 2003. Nel 2004 vinse la medaglia d'oro nella cronometro dei Giochi olimpici di Atene, salvo poi essere trovato positivo (primo nella storia) ad un'emotrasfusione e squalificato per due anni, fino al settembre 2006. Nel 2012 il CIO gli ha ufficialmente tolto la medaglia d'oro vinta ai Giochi del 2004. Si è ritirato al termine della stagione 2009.

## Carriera

### I primi anni
Dopo aver frequentato la Holderness School nel New Hampshire, dove iniziò a gareggiare in bicicletta, si diplomò nel 1990. L'anno dopo entrò alla University of Colorado a Boulder frequentando un corso di laurea in economia (interrotto in seguito prima dell'ultimo semestre) e intraprendendo al contempo la carriera di sciatore nella squadra dell'università. Dopo una brutta caduta in mountain bike, costatagli la rottura di due vertebre, a 19 anni decise di passare a tempo pieno al ciclismo. 
Nel 1995 divenne ciclista professionista con la Montgomery Bell, piccola squadra statunitense diretta da Mark Gorski; nei sei anni a venire fu ancora tra le file di tale formazione, cresciuta grazie alle sponsorizzazioni e dal 1996 rinominata in US Postal Service. A partire dal 1999 legò il suo nome a quello del direttore sportivo Johan Bruyneel e soprattutto a quello di Lance Armstrong, risultando essere uno dei principali artefici, nel ruolo di gregario, delle prime tre vittorie del ciclista texano al Tour de France (1999, 2000 e 2001). Ottenne comunque al contempo anche numerosi risultati nelle cronometro individuali, e nel 2000 si aggiudicò il Giro del Delfinato dopo aver vinto la tappa del Mont Ventoux.

### Il secondo posto al Giro 2002
Nel 2002 passò alla CSC-Tiscali, voluto fortemente dal manager Bjarne Riis. Nella squadra danese, costruita intorno a lui, divenne capitano per le corse a tappe più importanti: partecipò così per la prima volta, con ambizioni di vittoria, al Giro d'Italia. Già nella quinta tappa, quella di Limone Piemonte, fu vittima di una caduta sulla discesa di Colletto del Moro, e si procurò la frattura composta del trochite omerale sinistro; pur sul punto di ritirarsi e in preda a lancinanti dolori, decise di continuare la competizione. A seguire riuscì a vincere la quattordicesima frazione, la cronometro di Numana, salendo in tal modo al terzo posto delle generale, poi provò ad attaccare sulle Dolomiti: nella tappa di Folgaria, però, fu il rivale Paolo Savoldelli a prendere a Cadel Evans, che quel giorno uscì di classifica, la maglia rosa e a guadagnare quasi due minuti su Hamilton. Lo statunitense tentò allora la difficile rimonta nella cronometro di Monticello Brianza: guadagnò una posizione in classifica su Pietro Caucchioli, tuttavia perse altri 14 secondi da Savoldelli e si dovette accontentare del secondo posto nella generale finale, staccato di 1'41".
L'anno dopo si aggiudicò la Liegi-Bastogne-Liegi, gara di Coppa del mondo (nell'occasione attaccò in solitaria a 3 chilometri dal traguardo, vinse e divenne il primo statunitense in grado di fare sua la "Decana") e, dopo solo una settimana, il Tour de Romandie; si iscrisse quindi al Tour de France puntando, come l'anno prima al Giro, alla classifica finale. Ma la sfortuna fu ancora dalla sua parte, dal momento che nella prima tappa cadde e si procurò una doppia microfrattura alla clavicola sinistra; decise però di rimanere in corsa e riuscì addirittura a vincere la 16ª tappa a Bayonne dopo una fuga solitaria di 140 km. Alla fine concluse la Grande Boucle al quarto posto, venendo premiato con il trofeo "Cuore di Leone" per la tenacia mostrata nel lottare per le primissime posizioni.

### L'oro olimpico e la sospensione per doping
Nel 2004 passa alla squadra svizzera Phonak Hearing Systems. Dopo il nono posto alla Liegi-Bastogne-Liegi fa suo per la seconda volta consecutiva il Tour de Romandie; poi un altro infortunio al Tour de France, che puntava a vincere, lo debilita e lo spinge al ritiro. In estate vince la medaglia d'oro nella cronometro individuale su strada ai Giochi olimpici di Atene, battendo il campione in carica russo Vjačeslav Ekimov ed il connazionale Bobby Julich; in settembre partecipa quindi alla Vuelta a España, fa sua l'ottava tappa, la cronometro di Almussafes, ma dopo sei giorni abbandona la corsa adducendo come motivazione un mal di stomaco.
La stagione è però caratterizzata soprattutto dalle due vicende di doping che lo coinvolgono. Dopo il trionfo di Atene Hamilton viene infatti sottoposto ad un controllo e trovato positivo (il 16 settembre) alla pratica di trasfusione, vietata dal 1985: il campione per le controanalisi tuttavia risulta inutilizzabile poiché mal congelato e la vittoria, proprio per questo motivo (lo annuncerà il CIO il 23 settembre seguente), non gli viene revocata. Durante la Vuelta, nel campione sanguigno prelevatogli proprio il giorno della vittoria di tappa, vengono ancora individuate, così come già avvenuto ad Atene, tracce di trasfusione; questa volta però anche le controanalisi confermano la positività. Il 21 settembre 2004 le due vicende diventano note al grande pubblico: il ciclista si professa innocente ma la Phonak (già implicata nell'affaire Camenzind e, poco dopo, in quello Pérez) prima lo sospende e poi lo licenzia.
Il 18 aprile 2005 viene condannato dall'agenzia antidoping statunitense (la USADA) a due anni di sospensione dal ciclismo professionistico. Poche settimane dopo presenta un appello alla Tribunale Arbitrale dello Sport di Losanna contro la squalifica di due anni; dopo un aggiornamento della decisione per aiutare l'atleta a raccogliere prove per la sua innocenza (la difesa sosteneva che i test antidoping dell'UCI fatti all'epoca non erano sufficientemente validi), il 10 febbraio 2006 l'appello non viene accolto.

### L'Operación Puerto, il rientro e il ritiro
Il 26 giugno 2006 il quotidiano spagnolo El País rivela che Hamilton, tra il 2002 e il 2003, aveva pagato più di 43 000 euro al dottor Eufemiano Fuentes per usufruire di consulenze mediche e per procurarsi sostanze dopanti, come l'eritropoietina (EPO), ma anche somatotropina e IGF-1, al fine di migliorare le prestazioni sportive. Il quotidiano parla anche di una doppia reinfusione avvenuta sei giorni prima della Liegi-Bastogne-Liegi 2003, vinta proprio dallo statunitense, e della complicità della moglie dell'atleta, Haven Parchinski, per i conti sulle consulenze mediche e i programmi d'utilizzo delle sostanze proibite. Il 20 agosto dello stesso anno il quotidiano danese Politiken, citando l'inchiesta spagnola, pubblica un reportage secondo il quale il ciclista, nel 2003, avrebbe assunto EPO, ormoni, testosterone e insulina, dopandosi per 114 giorni su 200 di gara. In ottobre, comunque, il nome di Hamilton viene escluso dalle indagini relative all'Operación Puerto su decisione del giudice istruttore di Madrid.
Hamilton finisce di scontare la squalifica il 22 settembre 2006, esattamente a due anni dall'annuncio della positività. Per la stagione 2007 firma un contratto annuale con la squadra italo-russa Tinkoff Credit Systems diretta da Omar Piscina. Alla vigilia del Giro d'Italia, tuttavia, la squadra ci ripensa e lo licenzia per il coinvolgimento nell'Operación Puerto. Nel 2008, trentasettenne, passa alla Rock Racing, Continental Team fondato dal milionario statunitense Mike Ball: in quella stagione vince una tappa e la classifica finale del Tour of Qinghai Lake, oltre al titolo di campione nazionale nella corsa in linea.
Il 17 aprile 2009 annuncia il ritiro dall'attività agonistica: a metà febbraio era risultato positivo al DHEA, ormone steroideo contenuto in un prodotto che assumeva contro la depressione. «Lo sport sta meglio senza di lui» il commento del presidente dell'UCI Pat McQuaid. In giugno, stante la recidività, viene squalificato per otto anni dall'agenzia antidoping degli Stati Uniti.
Il 10 agosto 2012 il Comitato Olimpico Internazionale gli ha ufficialmente tolto la medaglia d'oro vinta ai Giochi del 2004, squalificandolo da entrambe le competizioni a cui prese parte e attribuendo l'oro nella prova a cronometro al russo Vjačeslav Ekimov.

### The Secret Race
Tyler Hamilton è l'autore, insieme al giornalista del New York Times Daniel Coyle, del libro The Secret Race in cui descrive il mondo del ciclismo professionistico e il tema del doping che circonda questo sport e Lance Armstrong.
Nel corso di oltre due anni, Coyle ha intervistato Hamilton per più di 200 ore in relazione ai suoi numerosi compagni di squadra, rivali ed amici. Il risultato è un libro che descrive, probabilmente per la prima volta così dettagliatamente, il mondo oscuro e surreale del ciclismo, composto da medici compiacenti, manager senza scrupoli e atleti disposti a tutto, e correre rischi di ogni tipo - mentali, fisici, reputazionali, morali - pur di ottenere la vittoria sportiva.

## Palmarès
- 1996

Classifica generale Fitchburg Longsjo Classic
1ª tappa, 1ª semitappa, Rutas de América
3ª tappa Teleflex Tour
Classifica generale Teleflex Tour
- 1997

Mount Washington Hillclimb
3ª tappa Killington Stage Race
Classifica generale Killington Stage Race
- 1999

4ª tappa, 2ª semitappa, Giro di Danimarca
Classifica generale Giro di Danimarca
Mount Washington Hillclimb
- 2000

4ª tappa Critérium du Dauphiné Libéré
5ª tappa Critérium du Dauphiné Libéré
Classifica generale Critérium du Dauphiné Libéré
3ª tappa, 2ª semitappa, Giro dei Paesi Bassi
- 2002

Grand Prix Jyske Bank
14ª tappa Giro d'Italia
- 2003

Liegi-Bastogne-Liegi
5ª tappa Tour de Romandie
Classifica generale Tour de Romandie
16ª tappa Tour de France
- 2004

Giochi olimpici, Prova a cronometro
5ª tappa Tour de Romandie
Classifica generale Tour de Romandie
8ª tappa Vuelta a España
- 2005

Mount Washington Hillclimb
- 2006

Mount Washington Hillclimb
- 2008

Campionati statunitensi, Prova in linea
7ª tappa Tour of Qinghai Lake
Classifica generale Tour of Qinghai Lake

## Piazzamenti

### Grandi Giri
- Tour de France

1997: 69º
1998: 51º
1999: 13º
2000: 25º
2001: 94º
2002: 15º
2003: 4º
2004: ritirato (13ª tappa)
- Giro d'Italia

2002: 2º
- Vuelta a España

1999: non partito (9ª tappa)
2004: non partito (13ª tappa)